# Liste der Biografien/Toe
Liste der Biografien |
Portal Biografien |
Personensuche
# |
A |
B |
C |
D |
E |
F |
G |
H |
I |
J |
K |
L |
M |
N |
O |
P |
Q |
R |
S |
T |
U |
V |
W |
X |
Y |
Z |
?
 
Ta |
Tc |
Te |
Tf |
Tg |
Th |
Ti |
Tj |
Tk |
Tl |
Tm |
To |
Tq |
Tr |
Ts |
Tu |
Tv |
Tw |
Tx |
Ty |
Tz
 
Toa |
Tob |
Toc |
Tod |
Toe |
Tof |
Tog |
Toh |
Toi |
Toj |
Tok |
Tol |
Tom |
Ton |
Too |
Top |
Toq |
Tor |
Tos |
Tot |
Tou |
Tov |
Tow |
Tox |
Toy |
Toz
Die Liste der Biografien führt alle Personen auf, die in der deutschsprachigen Wikipedia einen Artikel haben. Dieses ist eine Teilliste mit 91 Einträgen von Personen, deren Namen mit den Buchstaben „Toe“ beginnt.

## Toe
- Toé, Zéphyrin (1928–2013), burkinischer Geistlicher, römisch-katholischer Bischof von Dédougou

### Toea
- Toeava, Isaia (* 1986), neuseeländischer Rugby-Union-Spieler

### Toeb
- Toebbe, Augustus Maria (1829–1884), deutscher römisch-katholischer Geistlicher und zweiter katholischer Bischof von Covington (1869–1884)
- Toebelmann, Curt (1884–1947), deutscher Bankier
- Toebelmann, Fritz (1874–1914), deutscher Architekt und Archäologe
- Toebelmann, Georg (1835–1909), deutscher Architekt
- Toebosch, Louis (1916–2009), niederländischer Komponist, Musikpädagoge und Organist

### Toec
- Toeche, Carl Johann Friedrich (1814–1890), deutscher Landschaftsmaler
- Toeche, Ernst (1844–1901), deutscher Verleger
- Toeche, Theodor (1837–1919), deutscher Historiker und Verleger
- Toeche-Mittler, Konrad (1869–1954), deutscher Verleger

### Toef
- Toeffling, Werner-Viktor (1912–2001), deutscher Maler und Bühnenbildner

### Toel
- Toel, Bernhard Wilhelm (1770–1840), deutscher evangelischer Geistlicher
- Toelcke, Hermann (* 1953), deutscher SchauspielerHermann Toelcke (* 1953)

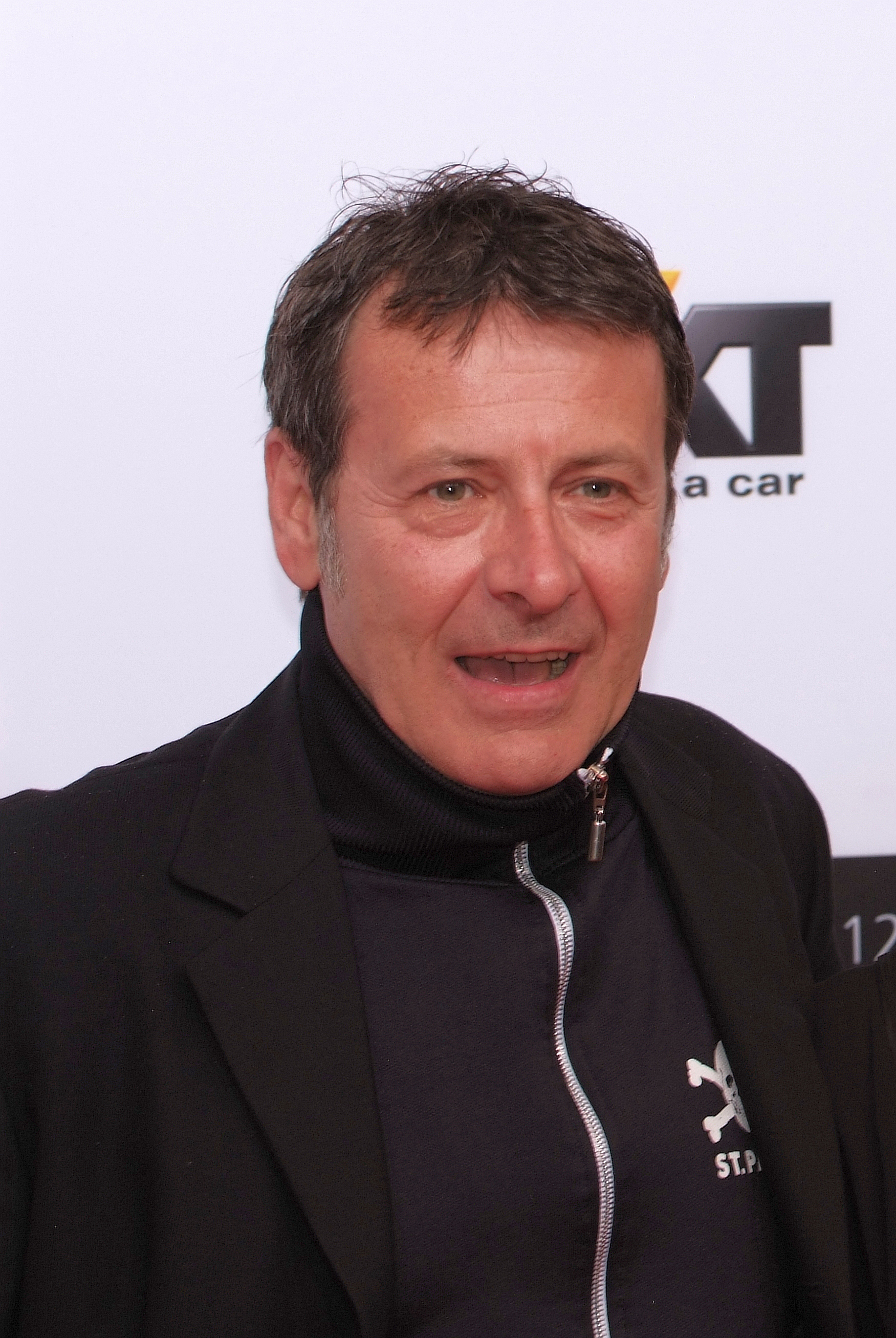
Hermann Toelcke (* 1953)

- Toelcke, Werner (1930–2017), deutscher Schauspieler und Schriftsteller
- Toelken, Ernst Heinrich (1785–1864), deutscher Klassischer Archäologe, Philosoph, Kunsthistoriker, Hochschullehrer und Direktor des Berliner Antiquariums
- Toelken, Hellmut R. (* 1939), namibisch-australischer Botaniker
- Toelle, Carola (1892–1958), deutsche Schauspielerin
- Toelle, Ludwig-Ernst (1823–1886), deutscher Unternehmer in der Textilindustrie, Stadtverordneter in Barmen
- Toelle, Tom (1931–2006), deutscher Regisseur
- Toelle, Wilhelm (1832–1912), deutscher Gymnasiallehrer, Oberkonsistorialrat, Landtagsmitglied
- Toelle, Wilhelm (1876–1965), deutscher Jurist und Politiker (VRP)
- Toeller, Heinrich (1911–1999), deutscher Technischer Physiker
- Toeller, Torsten (* 1966), deutscher Unternehmer
- Toellner, Richard (1930–2019), deutscher Medizinhistoriker
- Toellner-Bauer, Ulrike (1959–2012), deutsche Johanniterkrankenschwester, Fachschwester für Intensiv- und Anästhesiepflege und Professorin für Pflegewissenschaft

### Toen
- Toen, Alice (* 1924), belgische Filmschauspielerin und Kinderbuchautorin
- Toën, Bertrand (* 1973), französischer Mathematiker
- Toeni, Simon de († 1184), schottischer Geistlicher
- Toennies, Gerrit (1898–1978), deutscher Biochemiker
- Toennies, Jan Peter (* 1930), deutsch-US-amerikanischer Physiker und Chemiker
- Toenniges, Franz (1923–2008), deutscher Kalligraf
- Toenz, Konrad (1939–2015), Schweizer Fernsehmoderator

### Toep
- Toepell, Michael (1951–2024), deutscher Mathematiker, Mathematikdidaktiker und Hochschullehrer
- Toepfer, Alfred (1894–1993), deutscher Unternehmer und Stifter der größten privaten Stiftung DeutschlandsAlfred Toepfer (1894–1993)

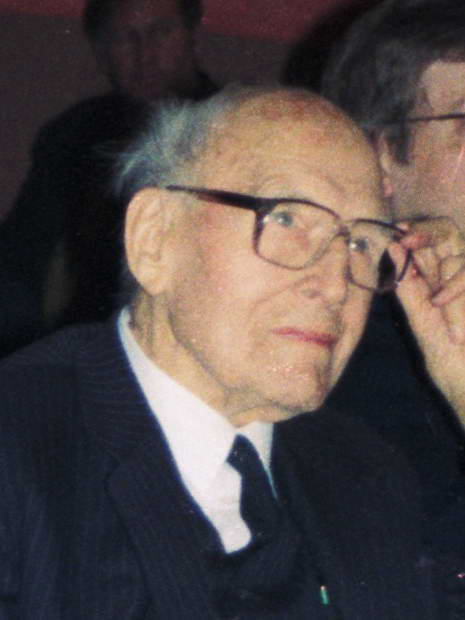
Alfred Toepfer (1894–1993)

- Toepfer, Birte (1945–2010), deutsche Mäzenatin und Stiftungsvorsitzende
- Toepfer, Ernst (1877–1955), deutscher impressionistischer Maler
- Toepfer, Günter (* 1941), deutscher Bauingenieur und Politiker (CDU)
- Toepfer, Regina (* 1975), deutsche germanistische Mediävistin
- Toepfer, Sonja (* 1961), deutsche Videokünstlerin und Autorin
- Toepfer-Kataw, Sabine (* 1963), deutsche Politikerin (CDU), MdA, Staatssekretärin in Berlin
- Toepffer, Albert Eduard (1841–1924), deutscher Industrieller
- Toepffer, Christian Georg (* 1941), deutscher Physiker
- Toepffer, Dirk (* 1965), deutscher Politiker (CDU), MdL
- Toepffer, Fritz (1878–1969), deutscher Richter
- Toepffer, Johannes (1860–1895), deutscher Althistoriker
- Toepffer, Oscar (1896–1982), deutscher Jurist und Hamburger Justizsenator
- Toepffer, Richard (1840–1919), deutscher Industrieller
- Toepke, Gustav (1841–1899), deutscher Jurist und Historiker
- Toepler, August (1836–1912), deutscher Chemiker, Entwickler der SchlierenfotografieAugust Toepler (1836–1912)

August Toepler (1836–1912)

- Toepler, Maximilian (1870–1960), deutscher Ingenieur und Hochschullehrer, Professor für Hochspannungstechnik
- Toepler, Zoltán (* 1975), ungarischer Filmemacher
- Toeplitz, Heinrich (1914–1998), deutscher Jurist, Präsident des Obersten Gerichts der DDR und Politiker (CDU), MdV
- Toeplitz, Jerzy (1909–1995), polnischer Filmhistoriker
- Toeplitz, Kasper T. (* 1960), französischer Komponist und Gitarrist
- Toeplitz, Krzysztof Teodor (1933–2010), polnischer Journalist, Publizist, Filmkritiker und Drehbuchautor
- Toeplitz, Otto (1881–1940), deutscher Mathematiker, Professor der Mathematik, Emigrant
- Toeplitz, Theodor (1850–1919), deutscher Arzt und Funktionär
- Toeppen, Max (1822–1893), deutscher Gymnasiallehrer in Ostpreußen, Landeshistoriker Preußens
- Toepper, Hans (1885–1956), deutscher Landschafts-, Genre- und Porträtmaler sowie Grafiker der Düsseldorfer Schule
- Toepser, Wilfried (1919–2003), deutscher Flottillenadmiral der Bundesmarine
- Toeput, Lodewijk (* 1550), flämischer Landschaftsmaler und Zeichner

### Toer
- Toer, Pramoedya Ananta (1925–2006), indonesischer Schriftsteller
- Toering, Dick (* 1958), niederländischer Gitarrist
- Toerring zu Seefeld und Jettenbach, Hans von († 1555), adliger Grundherr
- Toerring, Joseph August von (1753–1826), bayerischer Politiker und Dramatiker
- Toerring-Jettenbach, Clemens Maria zu (1826–1891), bayerischer Politiker und Dramatiker
- Toerring-Jettenbach, Hans Veit zu (1862–1929), bayerischer PolitikerHans Veit zu Toerring-Jettenbach (1862–1929)

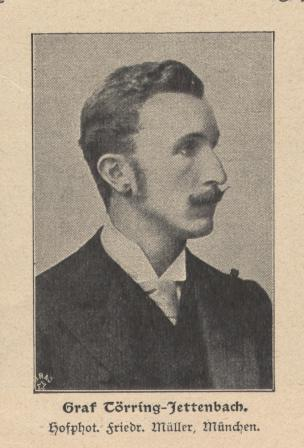
Hans Veit zu Toerring-Jettenbach (1862–1929)

- Toerring-Jettenbach, Karl Theodor zu (1900–1967), bayerischer Unternehmer
- Toerring-Jettenbach, Max Emanuel von (1715–1773), bayerischer Adeliger und Präsident der Bayerischen Akademie der Wissenschaften
- Toerring-Jettenbach, Maximilian Prokop von (1739–1789), Fürstbischof von Regensburg (seit 1787) und Freising (seit 1788)
- Toerring-Seefeld, Anton Clemens von (1725–1812), bayerischer Adeliger und Obersthofmeister
- Toerring-Seefeld, Ferdinand I. von (1583–1622), bayerischer Adeliger und Brauhausgründer
- Toerring-Seefeld, Maximilian Ferdinand von (1632–1683), bayerischer Adeliger
- Toerring-Seefeld, Philipp Joseph von (1680–1735), bayerischer Adeliger und Hofmeister von Kurfürst Max Emanuel von Bayern
- Toerring-Stein, Adam Lorenz von (1614–1666), Bischof von Regensburg
- Toerring-Stein, Albert von (1578–1649), Bischof von Regensburg

### Toes
- Toes, Jac (* 1950), niederländischer Schriftsteller
- Toesca, Maurice (1904–1998), französischer Schriftsteller, Journalist und Biograf
- Toesca, Pietro (1877–1962), italienischer Kunsthistoriker
- Toeschi, Alessandro († 1758), italienischer Violinist, Konzertmeister und Komponist
- Toeschi, Karl Joseph († 1788), deutscher Violinist, Musikdirektor und Komponist
- Toeschi, Karl Theodor (1768–1843), italienischstämmiger Violinist und Komponist

### Toet
- Toetemeyer, Hans-Günther (1930–2017), deutscher Politiker (SPD), MdL, MdB
- Toetti, Edgardo (1910–1968), italienischer Leichtathlet
- Toetu, Kilisimasi (* 1981), samoanischer Fußballtorhüter

### Toew
- Toews, Devon (* 1994), kanadischer Eishockeyspieler
- Toews, Gisela (* 1940), deutsche Eisschnellläuferin
- Toews, Jonathan (* 1988), kanadischer EishockeyspielerJonathan Toews (* 1988)

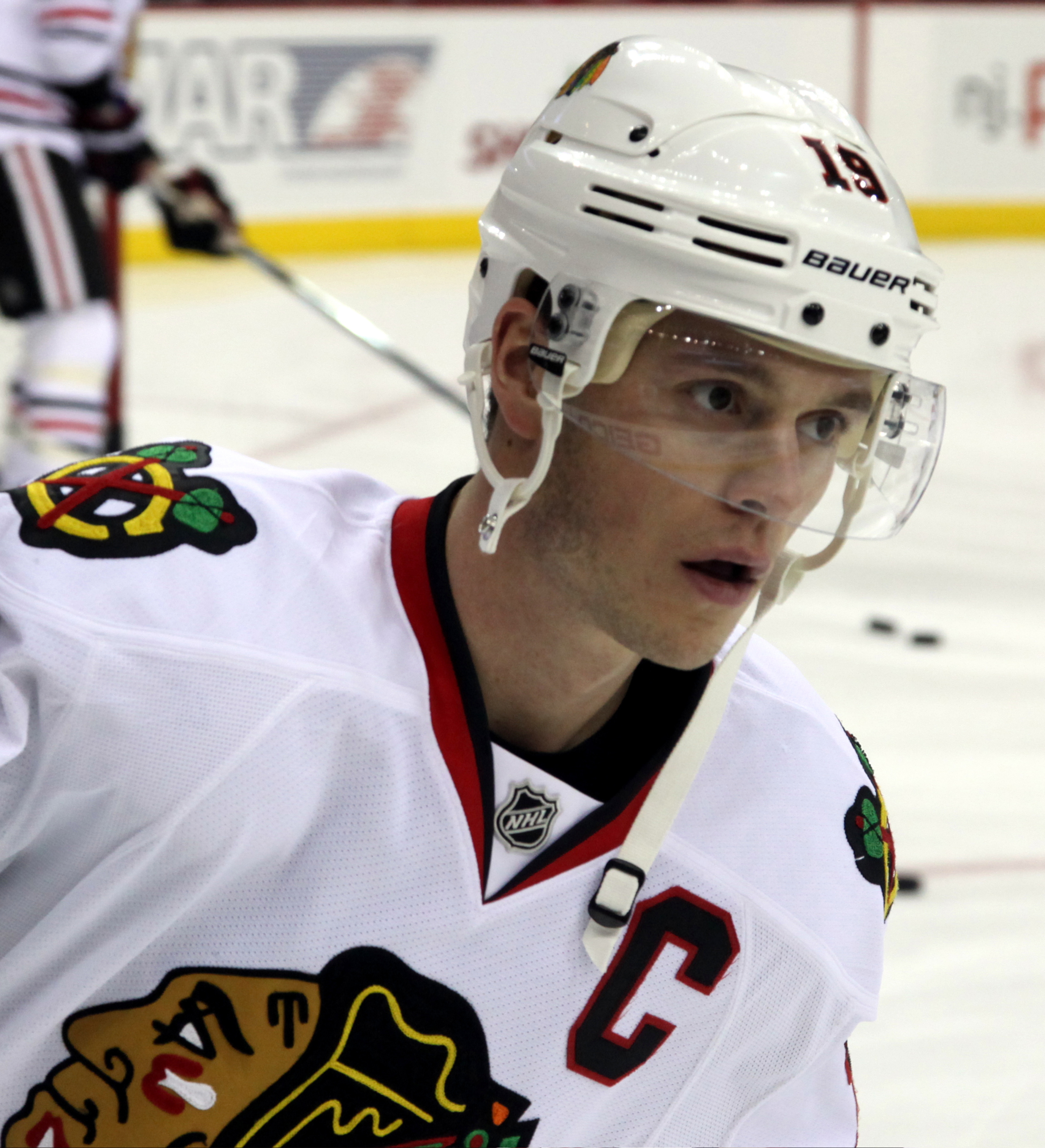
Jonathan Toews (* 1988)

- Toews, Miriam (* 1964), kanadische Schriftstellerin und Journalistin
- Toews, Vic (* 1952), kanadischer Politiker